# Ляшенко Андрій Юрійович
Андрі́й Ю́рійович Ляше́нко (нар. 11 червня 1998) — український футболіст, правий півзахисник «Епіцентра»

## Життєпис

### Ранні роки
Вихованець команд «Богун» (Броди), «Верес»-КОЛІФКС (Костопіль) та ДЮСШ луцької «Волині». Із 2012 по 2015 рік провів у першості та чемпіонаті ДЮФЛ 43 матчі, забивши 11 голів.

### Клубна кар'єра
2 квітня 2014 року дебютував у юнацькій (U-19) команді «хрестоносців» у виїзному поєдинку з луганською «Зорею». За молодіжну (U-21) команду дебютував 31 жовтня 2015 року в домашньому матчі проти ужгородської «Говерли».
24 липня 2016 року дебютував у Прем'єр-лізі у виїзній грі проти дніпровського «Дніпра», замінивши на 73-й хвилині Сергія Логінова.

## Статистика
Статистичні дані наведено станом на 26 листопада 2016 року
| Клуб     | Ліга         | Сезон   | Чемпіонат | Чемпіонат | Кубок | Кубок | U-21 | U-21 |
| Клуб     | Ліга         | Сезон   | Ігри      | Голи      | Ігри  | Голи  | Ігри | Голи |
| -------- | ------------ | ------- | --------- | --------- | ----- | ----- | ---- | ---- |
| «Волинь» | Прем'єр-ліга | 2015/16 |           |           |       |       | 7    | 0    |
| «Волинь» | Прем'єр-ліга | 2016/17 | 7         | 0         |       |       | 10   | 0    |